# Ellen Schulz Quillin
Ellen Dorothy Schulz Quillin (16 juin 1892 - 6 mai 1970) est une botaniste, autrice et directrice de musée américaine qui a contribué à la création du Witte Museum à San Antonio, au Texas. Elle est directrice du musée de 1926 à 1960. Quillin écrit également plusieurs guides de terrain sur les plantes du Texas.

## Biographie

### Enfance et famille
Ellen Dorothy Schulz naît le 16 juin 1892 dans le comté de Saginaw, Michigan, fille de William et Anna (Millfeld) Schulz. Elle obtient une maîtrise de l'université du Michigan en 1918 et fait des études supérieures à l'université du Texas à Austin de 1920 à 1922. Elle épouse Roy W. Ellen Quillin, employé de Mobil et ornithologue et oligiste amateur, le 29 juillet 1927. Le couple n'a pas d'enfant.

### Carrière
Ellen Quillin enseigne dans le système scolaire public de San Antonio de 1916 à 1933 ; de 1923 à 1933, elle est directrice de l'étude de la nature et des sciences. Elle est instructrice en botanique systématique pour l'université du Texas à Austin pendant les sessions d'été de 1921 à 1923, et conférencière en histoire naturelle de 1927 à 1951.
Dans les années 1920, Ellen Quillin joue un rôle déterminant dans l'organisation de l'Association du musée de San Antonio et dans la collecte de fonds pour accueillir la collection de spécimens d'histoire naturelle de Henry Philemon Attwater. Ces efforts ont abouti à l'ouverture du musée Witte, le 8 octobre 1926, en vertu de la charte de l'association du musée. Le Witte est consacré à l'histoire naturelle, à l'histoire du Texas et aux arts. Ellen Quillin est élue première directrice du musée, poste qu'elle a occupé jusqu'en mai 1960. À sa retraite, elle reste directrice émérite, jusqu'à sa mort en 1970.
Les années 1930 sont marquées par la Grande Dépression et un climat économique difficile pour le Witte et ses mécènes. En réponse à cette situation, Ellen Quillin a construit le jardin des reptiles sur le terrain du musée, en faisant appel à des dons de main-d'œuvre et de matériaux. Des serpents, des tortues, des lézards et des alligators vivants devaient être exposés. Cette attraction touristique quelque peu bizarre a ouvert ses portes le 8 juin 1933. Malgré les démonstrations de manipulation de serpents et les courses de tortues, le jardin des reptiles est devenu un centre de recherche pour l'expérimentation d'antivenins et a attiré des chercheurs internationaux,. Le jardin des reptiles a également soutenu les finances du Witte pendant dix ans. À la fermeture du jardin des reptiles, la collection de serpents vivants est donnée au zoo de San Antonio.
Ellen Quillin est directeur adjoint (1942-1950) et directeur par intérim (1950-1952) du San Antonio Art Institute, une école d'art qui a fonctionné des années 1920 à 1992,.
Ellen Quillin publie plusieurs livres savants, articles et ouvrages de vulgarisation sur la botanique locale. Le premier de ces ouvrages s'intitule 500 Wild Flowers of San Antonio and Vicinity en 1922, avec des photographies de l'autrice, Son ouvrage le plus important, Texas Wild Flowers : A Popular Account of the Common Wild Flowers of Texas, est publié en 1928. Le livre comprend le folklore et l'histoire des plantes, leurs utilisations économiques et leurs emplacements typiques. Avec Robert Runyon, elle produit Texas Cacti : A Popular and Scientific Account of the Cacti Native to Texas en 1931, suivi de plusieurs livres sur l'horticulture des cactus. Une série de neuf livres pour enfants sur la nature et la science est publiée dans les années 1930.
Ellen Quillin est co-autrice de The Story of the Witte Memorial Museum, 1922-1960 en 1966.

### Fin de carrières
Ellen Quillin décède le 6 mai 1970, d'une apparente crise cardiaque, à son domicile de San Antonio. Elle laisse derrière elle son mari. William A. Burns est nommé son successeur à la direction de la Witte.

## Reconnaissance et héritage
Ellen Quillin était un membre fondatrice de la deuxième Académie des sciences du Texas. Elle est nommée membre en 1929 et membre honoraire à vie en 1949. Elle est vice-présidente de l'organisation en 1942,.
À l'occasion de sa retraite du Witte, la ville de San Antonio a désigné le 30 octobre 1960 comme le "Ellen Quillin Day". Elle est honorée par une citation de l'université Trinity, une résolution du maire et une réception au musée. La vie et l'œuvre d'Ellen Quillin, y compris la fondation du Witte, ont été mises en scène en 1999 dans la pièce A Gallery of Ghosts, de Laura Dietrich.

## Publications (sélection)
- 500 Wild Flowers of San Antonio and Vicinity (1922)
- Texas Wild Flowers: A Popular Account of the Common Wild Flowers of Texas (1928)
- Texas Cacti: A Popular Account of the Cacti Native of Texas (1930)
- Cactus Culture (1932)
- The Story of the Witte Memorial Museumn 1922-1960 (1966)

E.D.Schulz est l’abréviation botanique standard de Ellen Schulz Quillin.
Consulter la liste des abréviations d'auteur en botanique ou la liste des plantes assignées à cet auteur par l'IPNI, la liste des champignons assignés par MycoBank, la liste des algues assignées par l'AlgaeBase et la liste des fossiles assignés à cet auteur par l'IFPNI.